# The Mouse and the Mask
The Mouse and the Mask è un album realizzato in collaborazione da Danger Mouse e MF DOOM, sotto il nome di Danger Doom, uscito l'11 ottobre 2005, per Epitaph Records negli Stati Uniti. In Regno Unito è uscito il 17 ottobre per la Lex Records con una copertina differente.

## Storia
L'album è stato ispirato dalla programmazione del canale televisivo Adult Swim, sul quale ricevette anche una notevole pubblicità, e contiene collaborazioni con Ghostface Killah, Cee-Lo e Talib Kweli come parti vocali tratte da molti personaggi degli show di Adult Swim.
Il singolo "Sofa King" fu pubblicato il 4 novembre 2005 in un'edizione in 12 pollici, seguito da Old School il 10 luglio dell'anno successivo. Fu realizzato un videoclip anche per "A.T.H.F. (Aqua Teen Hunger Force)".
Il comico Dave Chappelle inserì Mince Meat nella sua iTunes Celebrity Playlist. Dichiarò, "Two very consistently good artists collaborate to make my head nod. Doom, Mouse - Thank You. Wherever you are, nice album." Mf Doom menzionò poi l'attore nella canzone "Peoples, Places, and Things" (renominata "Name Dropping" sul cd CD "Live from Planet X"). I versi dedicati all'attore recitano: "Rap cats at brave as hell/Get on the mic and turn 'Gangsta!' on some 'yeah, see' like Dave Chappelle". Il riferimento è a una parte del suo spettacolo "Killin' Them Softly".
MF DOOM dissa MF Grimm in questo album, riferendosi ai Monsta Island Czars (aka M.I.C.) come 'Midgets Into Crunk' nel pezzo "El Chupa Nibre" (nella versione remix, pubblicata sul disco Occult Hymn il verso è stato in seguito cambiato in  'Monkeys Into Crime'). Grimm rispose con la realizzazione di un'intera traccia aspramente critica nei confronti di Doom, intitolata "Book of Daniel", nel quale principalmente accusa Doom di essersi svenduto.
"Old School" contiene un mix del pezzo Soul Thing di Keith Mansfield, mentre "Space Ho's" campione un'altra canzone di Mansfield, dal titolo "Morning Broadway."
La strofa di Meatwad, alla fine di "Bada Bing" è una delle strofe della canzone "Beef Rapp", la prima traccia dall'album MM..Food, sempre di Mf Doom.
Al 6 novembre 2008 l'album ha venduto 170,081 copie.

## Recensioni
Recensioni professionali
- Rolling Stone (No. 984, p. 154) - 3 stelle su 5 - "It's a fun ride."
- Spin (p. 62) - 25ª posizione nella "40 Best Albums Of 2005" - "Together, these two dudes are more animated than the cartoon characters who pop up on this disc."
- Entertainment Weekly (No. 844, p. 152) - "[A] hip-hop tour-de-farce." - Giudizio: A-
- Magnet (pp. 89–93) - "Wading deep into hip hop's rich history, they deliver a record that conjures the classics without sounding willfully retro."
- The Wire (pp. 55–56) - "[A] frenetic comedy both above and of a kind with its fratboy origins, admirably absurdist in some respects and coolly demented in others."
- Vibe (p. 152) - "[A] headphone-friendly soundtrack...[of] deliciously demented narratives."
- Mojo (p. 120) - 3 stelle su 5 -- "[T]he stoned, late-night hilarity is grounded by some deft soundtrack-funk production from Dangermouse..."

## Dettagli sull'uscita dell'album
| Paese       | Data            | Etichetta       | Formato | Catalogo |
| ----------- | --------------- | --------------- | ------- | -------- |
| Stati Uniti | 11 ottobre 2005 | Epitaph Records | CD      | 86775    |
| Stati Uniti | 11 ottobre 2005 | Epitaph Records | LP      | 86775    |
| Regno Unito | 17 ottobre 2005 | Lex Records     | CD      | LEX036CD |
| Regno Unito | 17 ottobre 2005 | Lex Records     | LP      | LEX036LP |

## Tracce
1. "El Chupa Nibre" (Brian Burton, Daniel Dumile) – 2:40
  - Con Brak, Master Shake, and Lois Griffin
2. "Sofa King" (Burton, Dumile) – 2:57
  - Con Aqua Teen Hunger Force
3. "The Mask" (Burton, Dennis Coles, Dumile) – 3:12
  - Featuring Ghostface
  - Con Brak & Zorak
  - Contiene un campione da If You Only Had The Time dei Life in General
4. "Perfect Hair" (B. Burton, D. Dumile) – 2:03
  - Con Master Shake
5. "Benzi Box" (B. Burton, D. Dumile, Cee-Lo Green) – 3:00
  - Featuring Cee-Lo
6. "Old School" (B. Burton, D. Dumile) – 2:40
  - Featuring Talib Kweli
  - Con Aqua Teen Hunger Force
  - Contiene un campione da Funky Fanfare di Keith Mansfield
7. "A.T.H.F. (Aqua Teen Hunger Force)	" (Burton, Dumile) – 3:03
  - Con Aqua Teen Hunger Force
8. "Basket Case" (Burton, Dumile) – 2:35
  - Con il cast di Harvey Birdman
  - Contiene un campione da Misty Canyon di Sven Libaek (su Dusty Fingers Vol 4)
9. "No Names (Black Debbie)" (Burton, Dumile) – 3:07
  - Con il cast di Sealab 2021
10. "Crosshairs" (Burton, Dumile) – 2:27
  - Con Brak and Thundercleese
11. "Mince Meat" (Burton, Dumile) – 2:33
  - Il testo: "I'll make mince meat out of that [beat] mouse!" è campionato da Klondike Kat, cartone animato della Total Television'
12. "Vats of Urine" (Burton, Dumile) – 1:48
  - Con the Mooninites
13. "Space Ho's" (Burton, Dumile) – 3:29
  - Con Space Ghost
  - Contiene un campione da Morning Broadway di Keith Mansfield
14. "Bada Bing" (Burton, Dumile) – 4:35
  - Con Aqua Teen Hunger Force

## Singoli
Sofa King
- Uscita: 25 ottobre 2005
- B-side: "Mince Meat"

Old School (Solo nel Regno Unito)
- Uscita: 10 luglio 2006
- B-side: "Space Ho's (Madlib Remix)" & "Sofa King (Danger Mouse Remix)"

## Posizioni in classifica
| Classifica (2005)           | Posizione |
| --------------------------- | --------- |
| U.S. Billboard 200          | 41        |
| U.S. Top R&B/Hip Hop Albums | 31        |
| U.S. Top Independent Albums | 2         |

## Formazione
- Mark Linkous – basso
- Money Mark – tastiere